# Кубок СССР по современному пятиборью 1978
Кубок СССР по современному пятиборью среди мужчин проводился в Вильнюсе с 13 по 17 сентября 1978 года.
На турнире награды разыгрывались в личном и командном первенстве. На этих соревнованиях московский пятиборец 18-летний Алексей Хапланов впервые выполнил норматив «Мастер спорта СССР международного класса».

## Кубок СССР. Мужчины. Личное первенство
| Дисциплина        | Золото                           | Серебро                         | Бронза                                     |
| Личное первенство | Олег Булгаков · Краснодар Динамо | Алексей Хапланов · МоскваДинамо | В. Грошев · Калининград · Вооруженные Силы |

- Итоговые результаты.

| Место | Спортсмен        | Республика, город, спортивное общество | Сумма очков |
| ----- | ---------------- | -------------------------------------- | ----------- |
| 1.    | Олег Булгаков    | Краснодар, Динамо                      | 5285        |
| 2.    | Алексей Хапланов | Москва, Динамо                         | 5177        |
| 3.    | В. Грошев        | Калининград · РСФСР, Вооруженные Силы  | 5054        |
| 4.    | А. Микитис       | Литовская ССР                          | 5045        |
| 5.    | В. Кравцов       | Латвийская ССР                         | 5033        |
| 6.    | В. Борознин      | Украинская ССР                         | 5015        |

## Командное первенство. Победитель и призёры
| Дисциплина           | Золото                                                    | Серебро                                                              | Бронза                                                        |
| Командное первенство | РСФСР · О. Булгаков · В. Грошев · А. Запорожанов · 15 063 | Литовская ССР · А. Микутис · Ю. Федосеев · В. Заднепровский · 14 878 | Украинская ССР · В. Борознин · А. Шевчук · А. Видута · 14 517 |

| Место | Республика     | Сумма очков |
| ----- | -------------- | ----------- |
| 4.    | Москва         | 14 479      |
| 5.    | Латвийская ССР | 14 368      |
| 6.    | Грузинская ССР | 14 298      |